# Greenwich Millennium Village

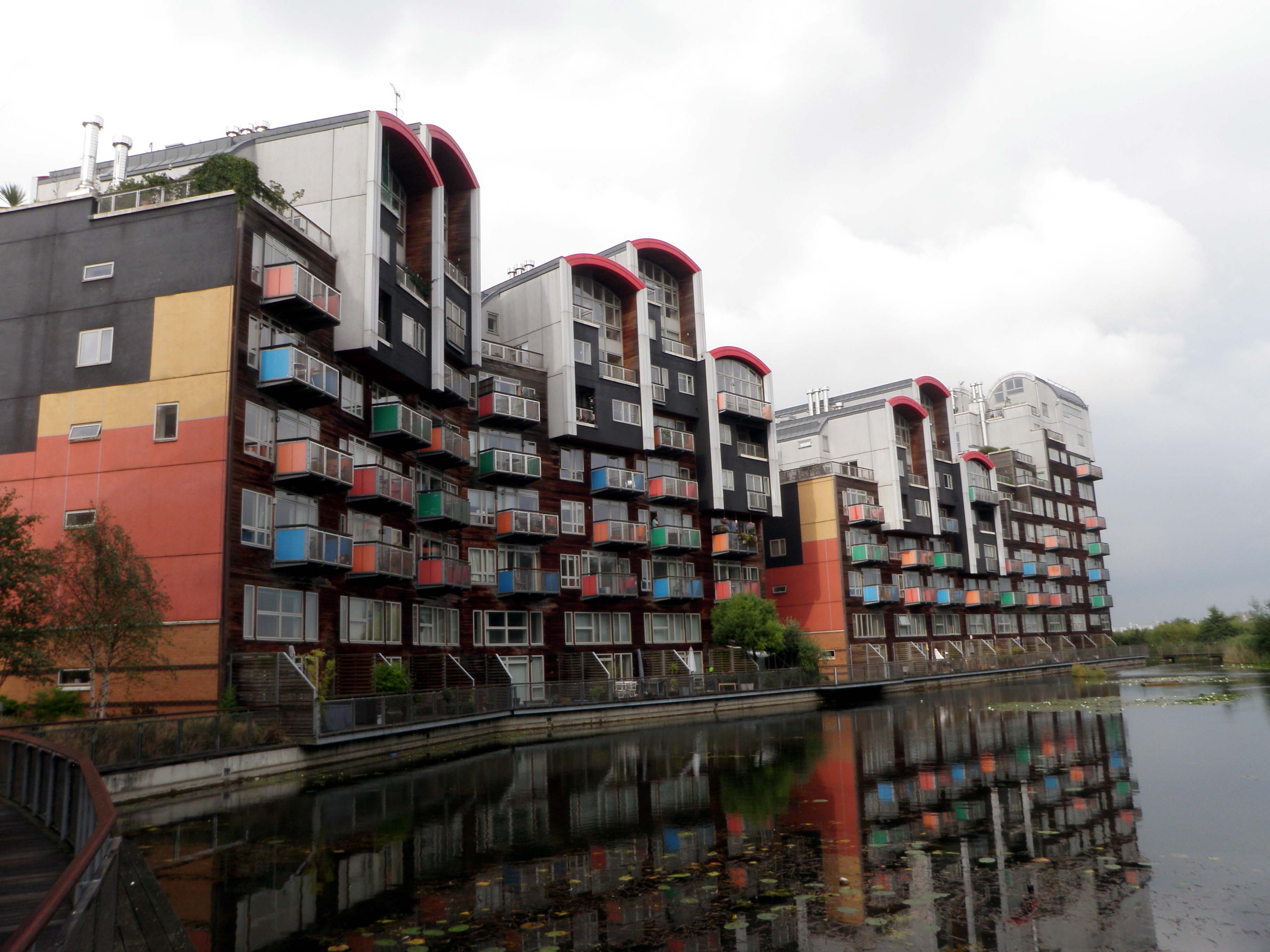
Greenwich Millennium Village, Renaissance Walk, september 2013.

Greenwich Millennium Village är ett bostadsområde som ligger på Greenwichhalvön i sydöstra London. Generalplanen för området ritades mellan åren 1997 och 2005 av den svensk-brittiske arkitekten Ralph Erskine och var ett av hans sista arbeten. 

## Bakgrund
På platsen för Greenwich Millennium Village fanns tidigare ett industriområde som nyttjades av Europas största gasverk East Greenwich Gas Works. Längst ut i norr på halvön som omges av floden Themsen restes Millennium Dome, invigd till millennieskiftet 2000. År 1997 vann Ralph Erskine tillsammans med Hunt Thompson Associates (HTA) en inbjuden arkitekttävling om nygestaltning av det forna industriområdet strax söder om Millennium Dome. Den nya stadsdelen skulle präglas av ekologisk hållbarhet och den då 83-årige Erskine var känd för sina ekologiska och klimatsmarta projekt sedan tidigare. År 1999 började byggarbetena och år 2002 var den första utbyggnadsfasen färdigställd.

## Beskrivning

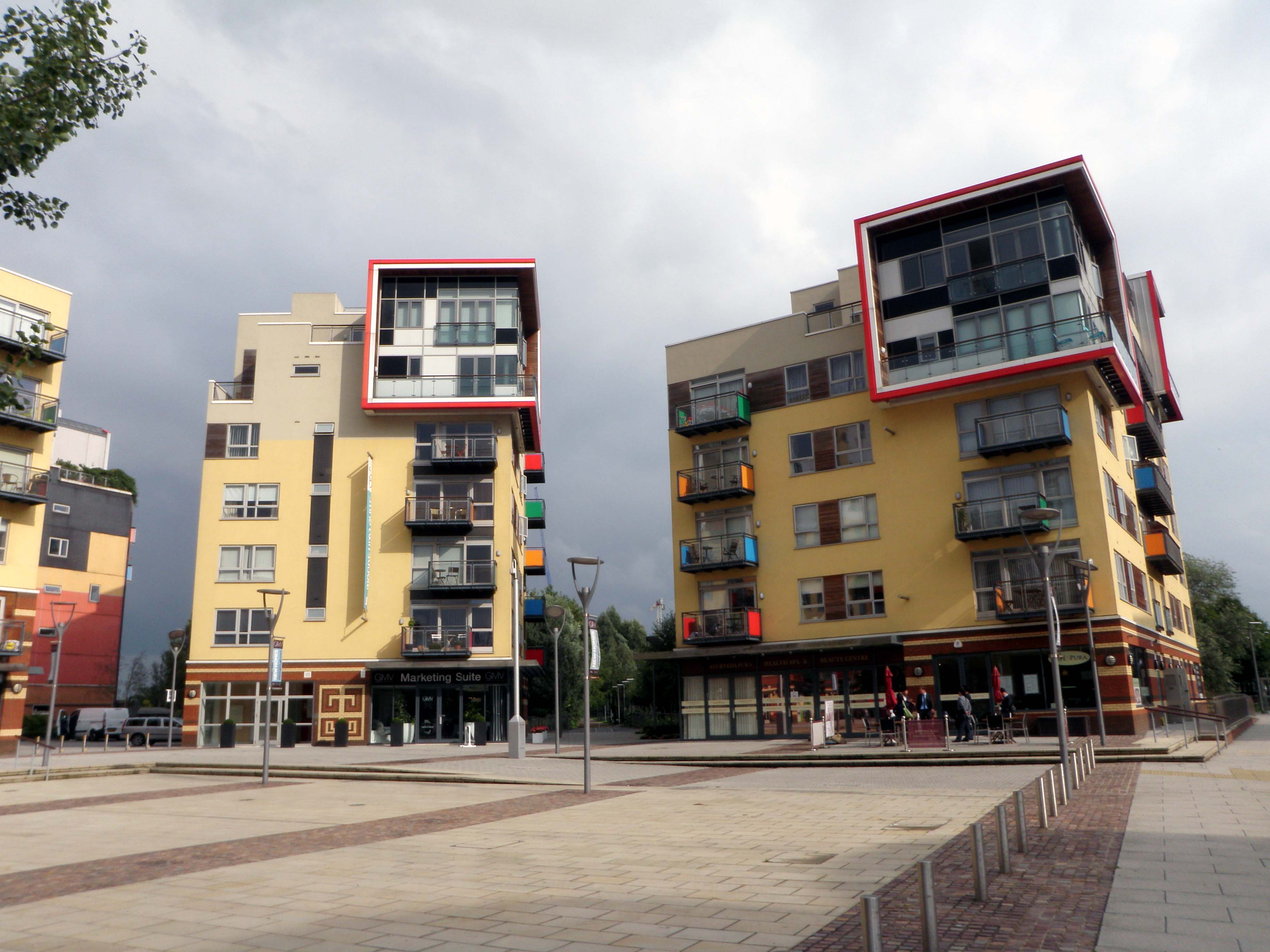
Greenwich Millennium Village, Village Square, september 2013.

Med Greenwich Millennium Village skapade Erskine en ny stadsdel med hållbar arkitektur i en skala som tar hänsyn till människornas behov och där bostäderna, affärer, vägar, transporter, fritidsaktiviteter och liknande samhällsfunktioner fick en miljövänlig helhet. Gestaltningsprinciperna för Millennium Village är hämtade från liknande projekt som Ormen Långe, Svappavaara (1965), Myrstuguberget i Huddinge kommun (1977–1985) och Byker Wall i Newcastle upon Tyne (1968–1982). Det för Erskine typiska inslaget för dessa projekt är en hög "bostadsmur" längs ena sidan av bebyggelsen som ger skydd mot hårda vintervindar mot norr och som samtidigt öppnar sig mot syd med värme och sol. 
Genom modern teknik lyckades man att reducera bland annat energianvändning, vattenförbrukning, sopmängden och bilanvändning. Samtidigt minskade den nya stadsdelens bygg- och underhållskostnader. Exempelvis kunde vattenförbrukningen sänkas med 30 procent och energiförbrukningen minskade med 80 procent genom lokal elproduktion, förbättrad värmeisolering och energieffektiva konstruktioner.
Det 29 hektar stora område delades upp i två byggnadsetapper, där den västra delen planerades av Erskine tillsammans med partnern HTA. Den första etappen med 450 lägenheter formgivna av Erskine Tovatt Arkitekter invigdes år 2002 (nu Tovatt Architects & Planners). Då ingick även en ekologisk park, en konstgjord sjö, en skola och en vårdcentral, den senare ritad av arkitekt Edward Cullinan på Cullinan Studio. För den östra delen, etapp två, ansvarade arkitekterna Stephen Proctor och Andrew Matthews på Proctor and Matthews Architects. Totalt omfattar Greenwich Millennium Village knappt 9 000 nya bostäder varav 6 000 var färdigställda till år 2010.